# Phillip Butters
Edward Phillip Alexander Butters Rivadeneira (Trujillo, 13 de junio de 1967) es un presentador de televisión, locutor de radio, empresario, político y escritor peruano. Es fundador de la emisora peruana PBO Radio y conocido por conducir el programa Combutters, que se emitió originalmente en Willax Televisión entre los años 2017 y 2024.

## Biografía
Nació en la ciudad de Trujillo, el 13 de junio de 1967. Hijo de Francis William Butters Urteaga y Norma Julia Rivadeneira Arteaga. Por parte del padre, tiene origen puneño, inglés e italiano, y por parte materna, de Cajamarca, Chicama, Ascope y Trujillo. Es bisnieto del historiador cajamarquino Horacio H. Urteaga y, por línea paterna, sobrino en tercer grado de Rafael López Aliaga, teniendo como ancestro en común al puneño José Manuel Cazorla.
Estudió la carrera de Derecho en la Universidad de Lima, sin concluirlo, y Administración en IPAE. En el 2001 se inició en la conducción del programa televisivo En primera de Global Televisión junto al periodista deportivo Gonzalo Núñez. En el 2002, se desempeñó como conductor de radio y condujo el programa deportivo de entrevistas Al ataque por el canal de televisión por cable Canal N. Ese mismo año (2002) también fue comentarista deportivo en ATV durante la transmisión del Mundial de Corea del Sur-Japón 2002.
Al año siguiente entró a participar en la emisora 1160 Radio en reemplazo de Eddie Fleischman.
En el 2006, condujo por pocos meses el programa informativo Buenos días, Perú por Panamericana Televisión, siendo su primera incursión alejada de la conducción deportiva. Ese mismo año (2006), condujo el programa deportivo El Especialista, que ganó un premio Luces en 2007, y el bloque deportivo del noticiero 90 Segundos por Frecuencia Latina. Colaboró con Luis Trisano en la narración del mundial de fútbol de ese año.
Desde el 2007 hasta el 2009 fue comentarista deportivo junto al narrador deportivo Jaime Guerrero, cuando Frecuencia Latina transmitía en vivo los partidos del Campeonato Descentralizado en condición de local de algunos clubes peruanos que eran auspiciados en aquel entonces por DirecTV.
En el 2007, el zambo butters hizo un cameo en el primer capítulo de la miniserie Golpe a golpe, transmitida por Frecuencia Latina.
En el 2008, debutó como locutor principal de Radio Capital, además de integrarse en el equipo fundador, con el programa Phillip Butters Negro sacalagua y Claudia Cisneros en Capital junto a la periodista Claudia Cisneros, después renombrado como Phillip Butters en Capital. En 2014 condujo un programa de debate político llamado Debutters en Capital Televisión. En marzo del 2017 el Grupo RPP anunció la salida del conductor por los excesos verbales contra personajes al defender la salida del denominado «enfoque de género» actualmente establecido en el Currículo Escolar.
Su postura política le permitió en el 2014 debatir con Beto Ortiz, ambos invitados en el programa Magaly.

### Espacio radial en Exitosa (2017-2018)
En el 2017 Butters fue contratado por dos años para escribir al Diario Expreso, en su labor como columnista, y para presentar un espacio del canal por internet Digital TV Perú. Días después regresa a la televisión para conducir Combutters, programa de debate político y entrevistas a través del canal Willax Televisión.
Desde el mes de marzo del 2017, migra a Radio Exitosa bajo su propio programa Phillip Butters en Exitosa. El programa era transmitido en las mañanas en reemplazo de Juan Carlos Tafur. En sus primeros meses realizó entrevistas destacando a Juan Luis Cipriani y Laura Bozzo. Además, se propuso entrevistar a Alejandro Toledo sin conseguir el éxito esperado de su antecesora Frecuencia Latina.

### PBO Radio (2020-actualidad)
El 12 de octubre del 2020, inició emisiones PBO Radio, cuyo fundador de esta emisora es Phillip Butters después de alquilar la frecuencia 91.9 FM a Radio Tigre. Sin embargo, Ricardo Belmont, proclamándose legítimo propietario de la frecuencia, tomó medidas judiciales contra la emisora, la cual había sido alquilada por su hijo Ricardo Belmont Vallarino y el día 19 de octubre del 2022 sacó del aire a PBO Radio en los 91.9 FM colocando en su lugar a RBC Radio. Sin embargo, el 23 de enero del 2023, Phillip Butters recuperaría PBO Radio.

## Controversias
Phillip Butters ha sido frecuentemente criticado por comentarios directos hacia los eventos deportivos y políticos, mostrar una postura ultraconservadora, y cuestionar la influencia del oficialismo en los medios de comunicación. Recriminó al director del diario El Comercio, Fernando Berckemeyer, por haber retirado como columnista al cardenal Juan Luis Cipriani, debido a que este último no especificó como ajenas varias citas en sus textos. También se enfrentó con el abogado Manuel Burga, entonces presidente de la Federación Peruana de Fútbol, por tildarle «incapaz», y a Gisela Valcárcel de «irresponsable» tras autorizar a reclusas de Santa Mónica ingresar al estudio de su programa El show de los sueños.
En el 2011 tuvo un altercado con el actor cómico y también conductor de televisión Carlos Carlín a quien agredió verbalmente en una panadería de Miraflores. Dicho altercado se dio debido a que el actor Gonzalo Torres —quien fue compañero de Carlos Carlín en Patacláun— declarara que le gustaría besarse con Carlín en frente de la casa de Butters, por mostrarse en desacuerdo con las declaraciones de Butters sobre los homosexuales. Butters respondió que los agrediría físicamente a ambos si lo llegaban a hacer. Luego de dichas declaraciones Carlín en su programa La noche es mía comenzó a burlarse de Phillip Butters, agrediendo físicamente a un muñeco con la cara de Butters y realizar llamadas telefónicas a altas horas de la noche a la casa de Butters; resultado que posteriormente terminó en la agresión ya mencionada, aunque Carlín hacía suponer que fue también agresión física. Meses después, Carlos Carlín declaró que también tuvo parte de la culpa y que se le «pasó la mano». Tiempo después, Butters nuevamente respondió que si hubiera agredido a Carlos Carlín «éste no estaría caminando». Cabe señalar que en ese año ambos trabajaban en Radio Capital y que al día siguiente del incidente, Carlos Carlín se alejó temporalmente a Radio Capital para evitar reencuentros con Phillip Butters. Mientras tanto se realizaron campañas contra la radio.
En el 2012, tuvo un debate con Daniel Peredo quien le reprendió por haber insultado al DT de la selección peruana Sergio Markarián al haberlo llamado «Estafarián».
En el 2014 tuvo un nuevo altercado, esta vez con el actor Ernesto Pimentel, sobre su personaje La chola Chabuca, luego de que ambos discutieran en Radio Capital. Phillip Butters señaló que La chola Chabuca no cumple con el horario de protección al menor, y que en ningún otro país del mundo ocurre esto. Dicho debate terminó en una fuerte discusión mientras que Pimentel respaldaba su condición de travesti que «tienen una diferente opción de vida y tienen diversos oficios».
En el 2016, después de una marcha LGBT en el centro de Lima, Butters dijo en Radio Capital: «Hay un grupo de muchachos que pertenecen al Movimiento Homosexual de Lima y que pretendieron hacer una protesta, que ellos consideraban parte de su libertad de expresión, y se fueron a besar en las escalinatas de la Catedral de Lima, en lo que yo considero un acto evidentemente de provocación», otra de sus declaraciones fue la siguiente:«yo por la mañana voy al nido de mi hija y si veo a dos lesbianas u homosexuales chapando les pido por favor que se vayan a la primera y segunda, a la tercera ya los estoy pateando». Sus declaraciones fueron altamente criticadas y calificadas de homofóbicas, los activistas del Movimiento Homosexual de Lima pidieron a la Sociedad Nacional de Radio y Televisión que se disculpe por lo que dijo.
En el 2017, luego de participar en la marcha contra la llamada «ideología de género» organizado por el colectivo Con mis hijos no te metas, le hicieron una entrevista en que «si el presidente Kuczynski estaba de acuerdo con esa ley le sugeriría a la ministra Marilú Martens a que tengan orgías y los lleve a discotecas gay con transexuales», entre otras cosas.
A finales de febrero del 2017, Butters fue despedido de Radio Capital. En la marcha Con mis hijos no te metas también tuvo un encuentro con el periodista René Gastelumendi debido a que este último llegara a desafiar al comunicador Butters para grabarlo e indicar en vivo en su programa de televisión que Butters lo estaba agrediendo.  En su programa, Butters lo tildó de "periodista de cuarta" y cómplice del caso Odebrecht. Tras el ingreso a Radio Exitosa, las reacciones fueron polarizadas, incluso Juan Carlos Tafur, periodista que laboraba en dicha radio, renunció. Caso similar pasó en Willax TV, lo cual hizo que la periodista Cecilia Valenzuela renuncie al canal.
El jueves 15 de junio del 2017 en el bloque deportivo de su programa Combutters hizo declaraciones sobre los futbolistas de la selección de fútbol de Ecuador, ironizó que no son «negros», sino «cocodrilos»; así como también se refirió al futbolista Felipe Caicedo que es un "mono" o "gorila".  A las 3:00 a. m. luego del programa que se transmite a las 9:00 p. m., el Ministerio de Cultura emitió un comunicado rechazando los términos en los que se refirió el conductor y cualquier manifestación racista en radio y televisión, motivo por el cual su programa Combutters que es transmitido en Willax Televisión fue suspendido. La embajada de Ecuador tomó medidas para evitar otros incidentes. Phillip Butters acusó al ministro de cultura, el actor Salvador del Solar de estar detrás de esto, manifestando "Salvador del Solar quiere hacerse famoso conmigo porque yo sí trabajo". El lunes 26 de junio de 2017, el programa Combutters volvió a emitirse nuevamente por Willax Televisión.
En el 2018, un grupo de estudiantes tomó la Universidad Nacional Mayor de San Marcos por una serie de reclamos al rector, Phillip Butters contactó en vivo a Gerardo Salas, dirigente de la manifestación. Al momento de preguntarle por el hecho, el conductor no dejaba de interrumpir al estudiante e incluso los calificó de «manga de vagos antifujimoristas con complejo de Che Guevara y luchadores sociales», a tal punto que hizo un llamado al presidente Martín Vizcarra y al ministro del Interior Mauro Medina a que los metan a prisión, de no hacerlo, «los invoco a que renuncien al cargo».
En mayo del 2020, debido a su obsesión por el comunismo, criticó al programa Aprendo en casa al decir que envenena a los niños, llamar «comunistas» a los lingüistas que aparecen en el documental Los castellanos del Perú, por ir en contra de la RAE. En dicho documental criticó que no existen varias formas de castellano, sino sólo una —la aprobada por la RAE—.
El 5 de junio del 2020, luego de que el Ministerio de Salud del Perú y el Instituto Peruano del Deporte dieran «luz verde» al regreso de los deportes, Butters no dudó en burlarse de algunos de ellos cuando leía el listado de los mismos en pleno programa en vivo. Señaló que «son un insulto a la inteligencia o al conocimiento con unos nombres que nadie conoce», tales como el pumsae y el taolú. En el caso del pumsae lo despreció por ser «una lucha imaginaria contra rivales inexistentes», incluso lo comparó con la serie animada Timón y Pumba; y en el caso del taolú, lo comparó con Tai Loy —una tienda de útiles escolares—, Lay Fun —un perro policía—, y un plato de comida.
Durante la campaña electoral de las elecciones generales de 2021, el comunicador mostró su apoyo político al Rafael López Aliaga, quien le apodó «el tío Porky», lo que permitió mayor comunicación entre el canal y el partido político Renovación Popular. Con la crisis electoral, animó a retirar a Francisco Sagasti, rival de López Aliaga, del Palacio de Gobierno. Años después, Butters confesó que el partido le había ofrecido ser el candidato presidencial.
En 2025, Alejandro Cavero respaldó la hipotética candidatura de Butters a la presidencia por el partido Avanza País con el objetivo de «sacar adelante los problemas importantes» tras el gobierno de Dina Boluarte. Butters inició su campaña electoral ese mismo año. Omar Castro, gerente general de CPI, afirmaba que Butters se estaba comportando como un salvador anticomunista, similar a Keiko Fujimori.

## Créditos

### Televisión
- En primera (coconducción con Gonzalo Núñez) — Red Global (2001)
- Al ataque — Canal N (2002-2005)
- Buenos días, Perú (bloque deportivo) — Panamericana Televisión (2005)
- El especialista — Frecuencia Latina (2006-2009)
- 90 segundos (bloque deportivo) — Frecuencia Latina (2006-2009)
- Debutters — Capital Televisión (2014-2015)
- Phillip Butters en Exitosa — Exitosa TV (2016-2018)
- Combutters — Willax Televisión (2017-2024)
- Phillip Butters en vivo — Willax Televisión (2018-2019)
- PBO — Willax Televisión (2019-2024)

### Radio
- Los dos tienen la razón (con Sisi León) (2001-2003) — Radio Ke Buena
- Full deportes (2004-2005) — 1160 Radio Noticias
- Phillip Butters en Capital (llamado anteriormente Phillip Butters y Claudia Cisneros en Capital) (2008-2017) — Radio Capital
- Phillip Butters en Exitosa (2017-2018) — Radio Exitosa
- Phillip Butters en PBO (2020-presente) — PBO Radio

### Diario
- Expreso — (2017-2018)
- Exitosa — (2018)
- La Razón — (2019-presente)

### Web
- Digital TV Perú — (canal por internet) (2017)
- PBO — (canal de YouTube) (2019-presente)

## Libros publicados
- Muerte súbita. 2006 La historia que los hinchas no conocen[68]